# The Calling (álbum)
The Calling es el cuarto álbum de estudio de la destacada soprano Irlandesa Méav Ní Mhaolchatha, publicado oficialmente el 26 de agosto de 2013 por Warner Music Classics y producido por Atlas Réalisations.

## Antecedentes
The Calling puede definirse como un nuevo comienzo en el estilo musical de Méav pero una secuela o continuidad en su sello personal que ha puesto desde sus inicios con su álbum debut Méav de 1999.
Con toque de Jazz logra encantar al público seguidor alcanzando grandes aclamaciones de la crítica especializada.
Aunque con una nueva imagen musical, el álbum sigue por los caminos trazados por Méav al contener temas clásicos como «Black Is The Colour» y como nuevo cambio, nuevos temas compuestos sobre la base de melodías tradicionales como es el caso del tema «Glasgow’s Burning» basada en la pieza tradicional «Brian Boru’s March».

## Carátula
La cubierta del álbum está inspirada y basada en la carátula del álbum A Day without Rain de la cantante irlandesa Enya. La fotografía original (de Enya) fue tomada por la fotógrafa londinense Sheila Rock en 2000. Por su parte en The Calling la sessión fotográfica se llevó a cabo en la Secret Georgian House por el equipo de imagen y diseño gráfico de Atlas Réalisations al igual que el videoclip del tema The Calling.

## Lista de temas
| The Calling |                                       |          |  |
| N.º         | Título                                | Duración |  |
| 1.          | «The First Time Ever I Saw Your Face» | 3:31     |  |
| 2.          | «The Calling»                         | 3:57     |  |
| 3.          | «Light Flight»                        | 3:34     |  |
| 4.          | «Listen, Listen»                      | 3:59     |  |
| 5.          | «The Songline To Home»                | 4:02     |  |
| 6.          | «Wayfaring Stranger»                  | 4:53     |  |
| 7.          | «Sovay»                               | 2:35     |  |
| 8.          | «Shenandoah»                          | 3:13     |  |
| 9.          | «Once You Were My Lover»              | 3:35     |  |
| 10.         | «Glimmering Girl»                     | 3:00     |  |
| 11.         | «Glasgow’s Burning»                   | 3:03     |  |
| 12.         | «Black Is The Colour»                 |          |  |
| 43:42       |                                       |          |  |